# Coeliccia dinoceras
Coeliccia dinoceras är en trollsländeart som beskrevs av Harry Hyde Laidlaw, Jr. 1925. Coeliccia dinoceras ingår i släktet Coeliccia och familjen flodflicksländor. Inga underarter finns listade i Catalogue of Life.